# Alexander Gutbier

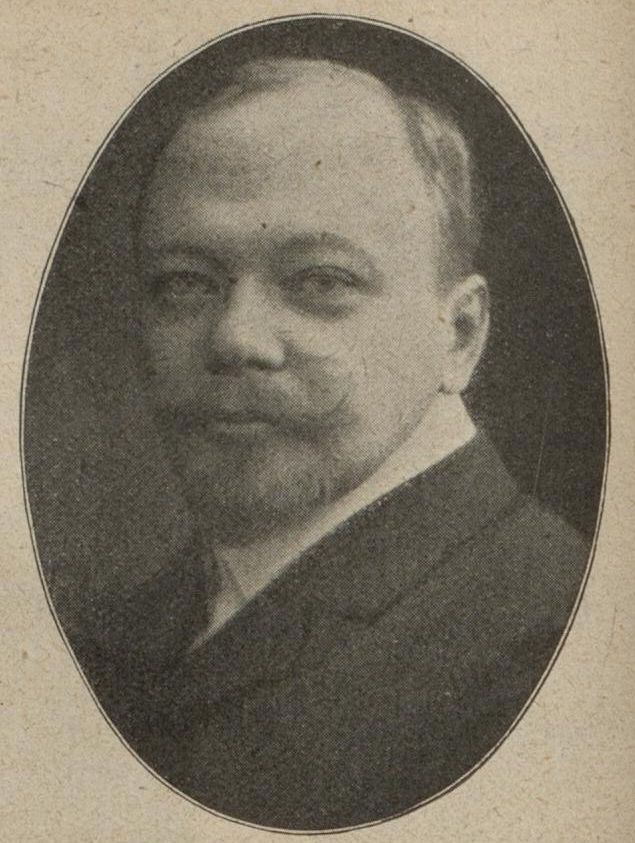
Alexander Gutbier

Alexander Gutbier (* 21. März 1876 in Leipzig; † 4. Oktober 1926 in Jena; vollständiger Name: Felix Alexander Gutbier) war ein deutscher Chemiker und Hochschullehrer.

## Leben
Alexander Gutbier studierte an der Technischen Hochschule Dresden, in München, an der Universität Zürich (Sommersemester 1897) und an der Universität Erlangen Chemie. Während seines Studiums in Dresden wurde er Mitglied des Corps Teutonia Dresden. Zu seinen akademischen Lehrern gehörten Otto Fischer, Fritz Foerster, Walther Hempel und der Nobelpreisträger Alfred Werner. 1899 wurde er in Erlangen promoviert.
1902 habilitierte er sich in Erlangen. 1907 berief ihn die Universität zum außerordentlichen Professor. 1912 wurde er zum ordentlichen Professor für Elektrochemie und chemische Technologie an die Technische Hochschule Stuttgart berufen. Er nahm am Ersten Weltkrieg teil. Von 1920 bis 1922 war er Rektor, bis er als ordentlicher Professor und Direktor des chemischen Laboratoriums an die Universität Jena berufen wurde. Durch seine Initiative erfolgte die Abspaltung einer selbständigen Mathematisch-naturwissenschaftlichen Fakultät aus der Philosophischen Fakultät. 1926 schied er als amtierender Rektor der Universität Jena des akademischen Jahres 1926/27 freiwillig aus dem Leben.
Alexander Gutbier gehörte zu den Pionieren der Komplexchemie und insbesondere der Kolloidchemie. Zahlreiche Metallkolloide wurden von ihm erstmals synthetisiert. Durch seine Arbeiten trug er zum Verständnis der Wirksamkeit organischer Verbindungen als Schutzkolloid bei.

## Schriften
- Studien über das Tellur, 1902
- Praktische Anleitung zur Massanalyse, 1905 (1. Auflage), 1919 (2. Auflage), 1920 (3. Auflage), 1924 (4. Auflage)
- Kolloidale Metalle der Pt-Reihe. In: Journal für praktische Chemie 71, 1905
- Studium über anorganische Kolloide. In: Kolloid-Zeitschrift 4 und 5, 1909
- Studium über Schutzkolloide. In: Kolloid-Zeitschrift 18–33, 1916–1923 (14 Aufsätze)
- Stärke als Schutzkolloid. In: Kolloidchemie, Beihefte 5, 1913
- Leitfaden der qualitativen Analyse, 1920
- Lehrbuch der qualitativen Analyse, 1921
- Chemiestudium und Chemieunterricht, 1921 (Rektoratsrede)
- Goethe, Großherzog Carl August und die Chemie in Jena, 1926 (Rektoratsrede)